# 容度
在數學中，容度是位勢論裡描述一個集合大小的概念。

## 定義
一如測度之於測度論，容度在某種意義下描述一個集合的大小。容度出現在許多數學領域中，特別是逼近理論或複分析。它的起源則與靜電學中電容的概念有關。
對於 {\displaystyle \mathbb {R} ^{n}\;(n\geq 2)} 上一個有限且帶緊支集的博雷尔测度 μ ，可以抽象地定義相應的位勢函數：
{\displaystyle p_{\mu }(z)=\int {\frac {\mathrm {d} \mu (w)}{|z-w|^{n-2}}}}
這裡的 μ 在物理上可以想像成一個 {\displaystyle n} 維世界裡的電荷分佈——至少在 {\displaystyle n=3} 時吻合靜電學。μ 的能量則抽象地定義為位勢的總和：
{\displaystyle I(\mu )=\iint |z-w|^{n-2}\;\mathrm {d} \mu (w)\;\mathrm {d} \mu (z)}
當 n=2 時，兩個定義中的 {\displaystyle |z-w|^{n-2}} 都改取 {\displaystyle \log |z-w|}
設 {\displaystyle K\subset \mathbb {R} ^{n}} 為緊集，其容度定義作
{\displaystyle C(K):={\dfrac {1}{\inf _{\mu }I(\mu )}}}
其中的下確界取遍支集在 {\displaystyle K} 上的所有博雷尔機率測度 μ。

## 二維情形
在一個黎曼曲面 M 上給定一點 {\displaystyle p}。若存在一個以 {\displaystyle p} 為極點的格林函數，則它在 {\displaystyle p} 點的一個夠小開鄰域 Ω 上有唯一表法
{\displaystyle g_{p}(x)=\log |x-p|+h_{p}(x)}
其中 {\displaystyle h_{p}} 是 {\displaystyle \Omega -\{p\}} 上的調和函數。
此時 {\displaystyle \lim _{x\rightarrow p}h_{p}(x)} 決定 {\displaystyle M-\Omega } 的容度。這些量能用來分類黎曼曲面。根據 {\displaystyle M} 的曲率，可以用雙曲距離或球面距離取代上述定義中的歐氏距離 {\displaystyle d(z,w)=|z-w|}，由此可得到雙曲容量與球面容度（或稱橢圓容度）。

## 文獻
- E.D. Solomentsev, , Hazewinkel, Michiel  (编), , Springer, 2001, ISBN 978-1-55608-010-4
- E.D. Solomentsev, , Hazewinkel, Michiel  (编), , Springer, 2001, ISBN 978-1-55608-010-4
- J. L. Doob. Classical Potential Theory and Its Probabilistic Counterpart, Springer-Verlag, Berlin Heidelberg New York, ISBN 3-540-41206-9.